# Sphaeralcea fumariensis
Sphaeralcea fumariensis là một loài thực vật có hoa trong họ Cẩm quỳ. Loài này được (S.L. Welsh & N.D. Atwood) N.D. Atwood & S.L. Welsh mô tả khoa học đầu tiên năm 2002.